# Mandy Poitras
Mandy Poitras (4 de agosto de 1971) es una deportista canadiense que compitió en ciclismo en la modalidad de pista. Ganó una medalla de plata en el Campeonato Mundial de Ciclismo en Pista de 2004, en la carrera de scratch.

## Medallero internacional
| Campeonato Mundial | Campeonato Mundial    | Campeonato Mundial | Campeonato Mundial |
| Año                | Lugar                 | Medalla            | Competición        |
| ------------------ | --------------------- | ------------------ | ------------------ |
| 2004               | Melbourne (Australia) | Medalla de plata   | Scratch            |